# Foglalkozástól eltiltás
A foglalkozástól eltiltás a hatályos magyar Büntető Törvénykönyvben a büntetések egyike. 2010-ben a mellékbüntetések átalakításakor a foglalkozástól eltiltás önálló büntetéssé változott.
Az elítélt jogait korlátozó hatással jár, célja a társadalom védelme és a speciális prevenció: a komoly, adott esetben egzisztenciális hátrányt tartalmazó jogkövetkezmény alkalmazásával meghatározott időre vagy végleges hatállyal a társadalomra veszélyt jelentő elkövetőt megfosztja attól, hogy foglalkozásának gyakorlásával újra bűncselekményt kövessen el.

## Története
A Csemegi-kódexben a szakképzettséget igénylő foglalkozástól, különféle viselt hivataltól vagy állástól való eltiltás, valamint a hivatalvesztés csak akkor volt alkalmazható, ha a Különös Részben az kifejezetten elő volt írva. 1950-ben a Btá. általánossá tette és széles körben alkalmazta is a foglalkozástól eltiltást, két esetkörben alkalmazva: ha az elkövető szakképzettséget igénylő foglalkozás szabályainak megszegésével vagy abban való járatlansága következtében követett el bűntettet, illetve akkor, ha foglalkozásának felhasználásával valósított meg szándékos bűntettet. Az 1961-es Btk. gyakorlatilag változatlan formában vette át ezt a rendelkezést, annyi módosítással, hogy a végleges eltiltás lehetőségét kiiktatták. 1971-ben a járművezetéstől eltiltást külön mellékbüntetéssé szervezték.
A foglalkozástól eltiltás 2010 óta egy önálló büntetési nem a magyar büntetőjogban, addig mellékbüntetés volt.

### A korábbi törvényi szabályozás
56. §. (1) Foglalkozásától azt lehet eltiltani, aki a bűncselekményt

a) szakképzettséget igénylő foglalkozás szabályainak megszegésével követi el, vagy

b) foglalkozásának felhasználásával, szándékosan követi el.

(2) Foglalkozásától el kell tiltani azt, aki a közélet tisztasága elleni bűncselekményt foglalkozásának felhasználásával, szándékosan követi el.

(3) A foglalkozástól eltiltás büntetés alkalmazása szempontjából foglalkozásnak minősül az is, ha az elkövető a gazdálkodó szervezet általános vezetését ellátó szerv tagja, illetve igazgatója; a szövetkezet igazgatóságának vagy felügyelőbizottságának tagja; a gazdasági társaság vezető tisztségviselője, illetve felügyelőbizottságának tagja.
Szakképzettséget igénylő foglalkozás nemcsak az a foglalkozás lehet, amelyet kizárólag alakszerűen igazolt képesítés birtokában lehet gyakorolni, hanem mindazok is, amelyek a közfelfogás szerint szakképzettséget igényelnek, azaz amikor a szakképzettség megfelelő gyakorlat eredménye. Foglalkozásának felhasználásával követi el az elkövető a cselekményt akkor, ha a foglalkozás nyújtotta lehetőség közvetlen kihasználásával kerül sor a szándékos bűncselekmény elkövetésére.
A foglalkozástól eltiltás és a járművezetéstől eltiltás egymáshoz nagyon hasonló büntetések, azonban egymással a specialitás viszonyában állnak. A Legfelsőbb Bíróság BKv. 38. sz. állásfoglalása alapján a foglalkozástól eltiltásnak helye van azzal szemben is, akinek tevékenysége a közlekedési bűncselekményt megvalósító járművezetéshez csak másodlagosan és áttételesen kapcsolódik, de magát a járművet ténylegesen nem vezeti. Ugyancsak foglalkozástól eltiltást kell megállapítani, ha a járművezető a foglalkozás szabályainak megszegésével követ el bűncselekményt, vagy a foglalkozásból adódó lehetőséget használja fel bűncselekmény elkövetésére (pl. az általa vezetett jármű rakományát fosztogatja).
57. §. (1) A foglalkozástól eltiltás végleges hatályú vagy határozott ideig tart. Végleges hatállyal az tiltható el, aki a foglalkozás gyakorlására alkalmatlan vagy arra méltatlan. A határozott ideig tartó eltiltás legrövidebb tartama egy év, leghosszabb tartama tíz év.
(2) A foglalkozástól eltiltás tartama az ítélet jogerőre emelkedésével kezdődik. Ha a foglalkozástól eltiltást szabadságvesztés mellett szabják ki, a foglalkozástól eltiltás tartamába nem számít bele az az idő, amely alatt az elítélt a szabadságvesztését tölti, illetve amíg kivonja magát a szabadságvesztés végrehajtása alól. Ha a feltételes szabadságot nem szüntetik meg, a feltételes szabadságon töltött időt a foglalkozástól eltiltás tartamába be kell számítani.
(3) Határozott ideig tartó eltiltás esetén a szakképzettséget igénylő foglalkozás újbóli gyakorlása attól tehető függővé, hogy az eltiltott a foglalkozás gyakorlásához szükséges jártasságot az eltiltás tartamának letelte után meghatározott módon igazolja. A végleges hatályú eltiltás alól a bíróság az eltiltottat kérelemre mentesítheti, ha az eltiltás óta tíz év eltelt, és az eltiltott a foglalkozás gyakorlására alkalmas, illetve arra érdemes. Nem mentesíthető, aki a bűncselekményt bűnszervezetben követte el, és méltatlanság miatt a bíróság a foglalkozástól véglegesen eltiltotta.

## A 2012. évi C. törvényben foglalt hatályos szabályozás
A foglalkozás gyakorlásától azt lehet eltiltani, aki a bűncselekményt

a) szakképzettséget igénylő foglalkozása szabályainak megszegésével követi el, vagy

b) foglalkozásának felhasználásával, szándékosan követi el.
Az (1) bekezdés a) pontja azzal szemben is alkalmazható, aki a bűncselekmény elkövetésekor a tevékenységet nem a foglalkozásaként gyakorolta, de rendelkezik annak a foglalkozásnak a gyakorlásához szükséges szakképesítéssel, amely szabályainak megszegésével a bűncselekményt elkövette.
A nemi élet szabadsága és a nemi erkölcs elleni bűncselekmény elkövetője, ha a bűncselekményt 18. életévét be nem töltött személy sérelmére követte el, valamint a kiskorú veszélyeztetése bűncselekmény elkövetője eltiltható bármely olyan foglalkozás gyakorlásától vagy egyéb tevékenységtől, amelynek keretében tizennyolcadik életévét be nem töltött személy nevelését, felügyeletét, gondozását, gyógykezelését végzi, illetve ilyen személlyel egyéb hatalmi vagy befolyási viszonyban áll.
A foglalkozástól eltiltás határozott ideig tart, vagy végleges hatályú.
A határozott ideig tartó eltiltás legrövidebb tartama egy év, leghosszabb tartama tíz év. Végleges hatállyal az tiltható el, aki a foglalkozás gyakorlására alkalmatlan vagy arra méltatlan.
A foglalkozástól eltiltás tartama az ítélet jogerőre emelkedésével kezdődik. Ha a foglalkozástól eltiltást szabadságvesztés mellett szabják ki, annak tartamába nem számít bele az az idő, amely alatt az elítélt a szabadságvesztést tölti, illetve amíg kivonja magát a szabadságvesztés végrehajtása alól. Ha a feltételes szabadságot nem szüntetik meg, a feltételes szabadságon töltött időt a foglalkozástól eltiltás tartamába be kell számítani.
A végleges hatályú eltiltás alól a bíróság az eltiltottat kérelemre mentesítheti, ha az eltiltás óta tíz év eltelt, és az eltiltott a foglalkozás gyakorlására alkalmassá, vagy - ha az eltiltást méltatlanság miatt alkalmazták - érdemessé vált. Ez utóbbi esetben sem mentesíthető az, aki a bűncselekményt bűnszervezetben követte el.

## A foglalkozás fogalma
Ennek az alcímnek az alkalmazásában foglalkozásnak minősül az is, ha az elkövető

a) gazdálkodó szervezet általános vezetését ellátó szerv tagja vagy egyszemélyi vezetője,

b) gazdasági társaság vagy szövetkezet felügyelőbizottságának tagja,

c) egyéni cég tagja,

d) egyéni vállalkozó vagy

e) a civil szervezetnek a civil szervezetekről szóló törvényben meghatározott vezető tisztségviselője.